# Ectobius rammei
Ectobius rammei es una especie de cucaracha del género Ectobius, familia Ectobiidae.

## Distribución
Esta especie se encuentra en Togo y Nigeria.